# Piraten – Herrscher der Karibik
Piraten – Herrscher der Karibik ist ein Ableger der Port-Royale-Computerspielserie. Er wurde von Ascaron entwickelt und am 24. Oktober 2003 von Take 2 Interactive für Microsoft Windows veröffentlicht.

## Spielprinzip
Zeitlich ist es im 17. Jahrhundert angesiedelt. Es umfasst 16 Missionen, in der Städte erobert werden müssen und der eigene Reichtum vermehrt werden soll. Hierfür sind zwölf unterschiedliche Schiffstypen vorhanden mit denen auch Seeschlachten ausgefochten werden. Die Spielwelt kann frei erkundet werden.
Der Spieler beginnt als unbekannter Pirat seinen Beutezug durch die Karibik. Neben dem Kapern von Schiffen muss er auch umfangreich Handel treiben. Das Spiel wechselt dabei von einer Übersichtskarte auf eine Stadtansicht, wenn ein Schiff vor Anker geht und eine Kampfansicht, bei der die Schlacht manuell gesteuert werden muss. Die Mannschaft muss dabei bei Laune gehalten werden, z. B. in dem die Beute aufgeteilt wird. Handel ist insoweit wichtig, da Geld für Ausrüstung und Reparaturen benötigt wird. Dabei gilt das Prinzip von Angebot und Nachfrage. Im späteren Spielverlauf gerät der Handel jedoch stärker in den Hintergrund. Die Eroberungen von Städten ist letztendlich spielentscheidend. Erfahrungspunkte werden jedoch auch für das Kapern von Schiffen, Besiegen von Piraten oder Erfüllen von Missionen vergeben. Eine verlorene Seeschlacht beendet häufig das Spiel.

## Rezeption
Das Spiel sei sehr einsteigerfreundlich und böte in den ersten Spielstunden viel Spaß. Im späteren Spielverlauf wiederholen sich Seeschlachten und Aufträge jedoch. Kreative Ideen fehlen. Das Spiel sei klar von Pirates! inspiriert. Im Prinzip beschneide es lediglich Port Royale: Gold, Macht und Kanonen um die komplexe Wirtschaftssimulation und erhöhe den Action-Anteil. Es böte nur aus dem Vorgänger bereits bekanntes.
Der Spieleratgeber-NRW stufte es als pädagogisch ab 12 Jahren ein.